# Masia fortificada Mas de Tena
La Masia Fortificada Torre de Mas de Tena, o Torre de Mas de Tena, és un edifici agrícola i residencial fortificat, situat en un pla conreat en el camí que uneix Villafranca amb els Mas de Roig i de Figueras de Vilafranca, a la comarca de l'Alt Maestrat.
Està declarada de forma genèrica Bé d'Interès Cultural, presentant anotació ministerial R-I-51-0012190, sota la protecció de la Declaració genèrica del Decret de 22 d'abril de 1949, i la Llei 16/1985 sobre el Patrimoni Històric Espanyol, i presentant anotació ministerial de l'11 de novembre de 2008.

## Història
Disperses pel terme municipal de Vilafranca existeixen una gran quantitat de masies fortificades. Es considera que una de les raons de la seva existència i nombre es deu al fet que la zona de Vilafranca no comptava amb un castell que permetés als agricultors disseminats per la zona, refugiar-se en cas de perill. Si tenim en compte que aquesta zona ha estat involucrada en tots els conflictes bèl·lics, des de la reconquesta a la guerra del 36 (Guerra de Successió, Guerra d'Independència, Guerres Carlistes, disputes amb la veïna Morella…), pot entendre's la necessitat de crear espais fortificats prop dels nuclis agrícoles on es concentrava cert nombre de població que vivia de les explotacions agràries de l'altiplà en el qual se situaven.
Originàriament es tracta d'una alquería musulmana que va ser evolucionant fins a transformar-se en masia, en la qual la torre queda incrustada, presentant solament una façana exempta.

## Descripció
La masia es localitza en un paratge de suau pendent al sud-oest. La zona s'utilitza per al cultiu agrícola i per a l'explotació ramadera, dividida en parcel·les per murs de poca altura fets de maçoneria en sec. Des de la masia es poden observar, encara que sigui a la llunyania les masies Torre Leandra i el Mas de Patirás, amb la muntanya Penyagolosa al fons i la Torre Fonso.
L'edifici principal, que feia de residència de masovers, presenta planta rectangular i la torre havia de situar-se en un extrem d'aquesta, però en ampliar-se l'edifici es va construir un altre cos que es va adossar a la torre (de planta quadrada), de manera que la seva posició va quedar centrada en la masia, malgrat això es distingeix de la resta dels edificis per la seva altura (aproximadament de tres plantes, la planta baixa i dos pisos). La coberta és a una sola aigua amb inclinació i acabat en teula àrab. A més hi ha altres edificis d'una sola planta que s'utilitzen per a les tasques típiques de la masia, corrals, estables i magatzems.
La torre, de fàbrica de maçoneria i  petits carreus en el cos principal, té reforçades les cantonades amb carreus de major qualitat; presenta encara restes dels seus merlets, així com d'espitlleres i algunes finestres.
Pot dir-se que és una de les torres més cuidades, per estar encara en ús com a masia.